# Angel’s Voice
Az Angel’s Voice Okui Maszami japán énekes egyetlen minialbuma. 2002. november 22-én jelent meg a King Records kiadó gondozásában. Az album 2002 karácsonya alkalmából jelent meg, limitált példányszámban, és hét, az énekesnő által komponált karácsonyi dalt tartalmaz.

## Dalok listája
1. Introduction (Maria) (introduction ～マリア～?) 1:32
2. White Season 5:18
3. Sanctuary (サンクチュアリ?) 5:59
4. Angel’s Voice 4:41
5. Tabibito (旅人?) 5:21
6. 2 Years 5:02
7. 12-gacu no kjúdzsicu kacusita vo katta (12月の休日くつしたを買った?) 6:05